# الخالدية القديمة (المفرق)
الخالدية القديمة منطقة سكنية تقع في لواء البادية الشمالية الغربية، محافظة المفرق في الأردن. تنتمي المنطقة لقضاء الخالدية (الأردن) الذي يضم 4 مناطق. يقدر عدد سكانها بـ 5757 نسمة حسب إحصاء2019.

## الوصلات الخارجية
- دائرة الاحصاءات العامة